# Oravské Veselé
Oravské Veselé (in ungherese Veszele) è un comune della Slovacchia facente parte del distretto di Námestovo, nella regione di Žilina.